# Hadravova Rosička
Hadravova Rosička település Csehországban, a Jindřichův Hradec-i járásban. Hadravova Rosička Žďár, Okrouhlá Radouň, Nová Včelnice és Dívčí Kopy településekkel határos. Lakosainak száma 52 fő (2024. január 1.).

## Népesség
A település lakosságának változását az alábbi diagram mutatja:
| Lakosok száma | 142  | 147  | 130  | 91   | 69   | 62   | 55   | 60   | 58   | 52   |
|               | 1869 | 1890 | 1921 | 1950 | 1980 | 2001 | 2017 | 2019 | 2022 | 2024 |